# Bruria Kaufman
Bruria Kaufman (New York, 21 agosto 1918 – Haifa, 7 gennaio 2010) è stata una fisica e matematica statunitense con cittadinanza israeliana, nota soprattutto per i suoi contributi alla teoria della relatività generale di Albert Einstein, alla meccanica statistica, e allo studio dell'effetto Mössbauer, sul quale ha collaborato con John von Neumann e Harry Lipkin.

## Biografia
Bruria Kaufman nacque nel 1918 a New York, negli Stati Uniti, da una famiglia ebrea di origine ucraina. Nel 1926 emigrò insieme ai suoi genitori nell'allora Mandato britannico della Palestina, vivendo dapprima a Tel Aviv e poi a Gerusalemme, e già durante la giovinezza mostrò particolare interesse per la matematica ed anche per la musica.
Nel 1938 si laureò in matematica presso l'Università Ebraica di Gerusalemme; nel 1941 sposò  il linguista Zellig S. Harris, e sette anni più tardi, nel 1948, ottenne un dottorato di ricerca presso la Columbia University.
Nel 1960 si stabilì nuovamente in Israele dove adottò una figlia di nome Tamar e lì rimase fino al 1982, anno in cui fece ritorno negli Stati Uniti e dove si stabilì inizialmente in Pennsylvania, fino alla morte del marito, e poi in Arizona, dove conobbe e sposò in seconde nozze, nel 1996, il vincitore del premio Nobel per la fisica Willis Eugene Lamb, dal quale però divorziò alcuni anni più tardi.

### Morte
Bruria Kaufman è morta all'età di 91 anni, il 7 gennaio 2010, presso il Carmel Hospital di Haifa, dopo essere stata ricoverata in una casa di cura a Kiryat Tivon. Secondo le sue volontà, il suo corpo è stato cremato.

## Attività
Kaufman fu ricercatrice associata presso l'Institute for Advanced Study di Princeton dal 1948 al 1955, dove lavorò tra gli altri con John von Neumann (tra il 1947 e il 1948) e con Albert Einstein (per circa cinque anni tra il 1950 ed il 1955). Successivamente si trasferì presso l'Università della Pennsylvania dove lavorò ad un progetto di linguistica computazionale.

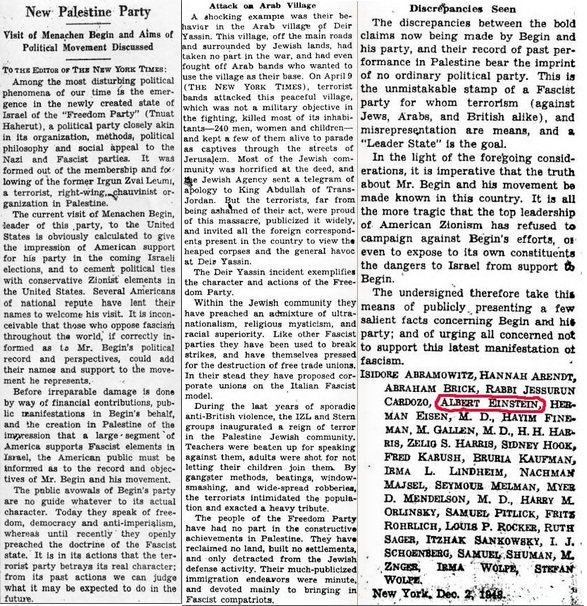
Lettera che Albert Einstein, Bruria Kaufman e altri inviarono nel 1948 a Menachem Begin, come segno di critica verso la sua attività e quella del suo partito dell'epoca.

Tornata in Israele nel 1960 divenne professoressa al Weizmann Institute of Science di Rehovot (nel periodo 1960–1971) e successivamente all'Università di Haifa (nel periodo 1972–1988).

## Pubblicazioni
- (EN) Bruria Kaufman, Crystal Statistics. II. Partition Function Evaluated by Spinor Analysis, in Physical Review, 15 ottobre 1949, Bibcode:1949PhRv...76.1232K, DOI:10.1103/physrev.76.1232, ISSN 0031-899X (WC · ACNP).
- (EN) Bruria Kaufman e Lars Onsager, Crystal Statistics. III. Short-Range Order in a Binary Ising Lattice, in Physical Review, 15 ottobre 1949, Bibcode:1949PhRv...76.1244K, DOI:10.1103/physrev.76.1244, ISSN 0031-899X (WC · ACNP).
- (EN) Bruria Kaufman e Lars Onsager, Transition Points, 1946.
- (EN) Albert Einstein, E. G. Strauss e Bruria Kaufman, The Meaning of Relativity, 1953.
- (EN) Albert Einstein e Bruria Kaufman, Algebraic Properties of the Field in the Relativistic Theory of the Asymmetric Field, in The Annals of Mathematics, 1954, DOI:10.2307/1969690, ISSN 0003-486X (WC · ACNP).
- (EN) Albert Einstein e Bruria Kaufman, A New Form of the General Relativistic Field Equations, in The Annals of Mathematics, 1955, DOI:10.2307/2007103, ISSN 0003-486X (WC · ACNP).
- (EN) Bruria Kaufman, Mathematical Structure of the Non-symmetric Field Theory, 1955.
- (EN) Shenior Lifson, Bruria Kaufman e Hanna Lifson, Neighbor Interactions and Symmetric Properties of Polyelectrolytes, in The Journal of Chemical Physics, 1957.
- (EN) J. Gillis e Bruria Kaufman, The Stability of a Rotating Viscous Jet, in Quarterly of Applied Mathematics, 1962, DOI:10.1090/qam/136218.
- (EN) Bruria Kaufman e Harry J. Lipkin, Momentum transfer to atoms bound in a crystal, in Annals of Physics, 1962, Bibcode:1962AnPhy..18..294K, DOI:10.1016/0003-4916(62)90072-6, ISSN 0003-4916 (WC · ACNP).
- (EN) Bruria Kaufman e Cornelius Noack, Unitary Symmetry of Oscillators and the Talmi Transformation, in Journal of Mathematical Physics, 1965, Bibcode:1965JMP.....6..142K, DOI:10.1063/1.1704252, ISSN 0022-2488 (WC · ACNP).
- (EN) Bruria Kaufman, Special Functions of Mathematical Physics from the Viewpoint of Lie Algebra, in Journal of Mathematical Physics, 1966, Bibcode:1966JMP.....7..447K, DOI:10.1063/1.1704953, ISSN 0022-2488 (WC · ACNP).[6]